# Бутівська сільська рада (Старобільський район)
| Бутівська сільська рада — колишній орган місцевого самоврядування у Старобільському районі Луганської області з адміністративним центром у с. Бутове. Історична дата утворення: в 1987 році. Сільській раді були підпорядковані населені пункти: - с. Бутове - с. Піщане |

## Склад ради
Рада складалася з 14 депутатів та голови.

### Керівний склад ради
| ПІБ                         | Основні відомості                                                              | Дата обрання |
| --------------------------- | ------------------------------------------------------------------------------ | ------------ |
| Кравцов Валерій Миколайович | Сільський голова, 1959 року народження, освіта, член Селянської партії України | 26.03.2006   |
| Кравцов Валерій Миколайович | Сільський голова, 1959 року народження, освіта вища, член партії Регіонів      | 31.10.2010   |
| Кравцов Валерій Миколайович | Сільський голова 1959 р.н.освіта вища, позапартійний                           | 25.10.2015   |

Примітка: таблиця складена за даними джерела